# Resolutie 1249 Veiligheidsraad Verenigde Naties
Resolutie 1249 van de Veiligheidsraad van de Verenigde Naties werd op 25 juni 1999 aangenomen met veertien stemmen voor en één onthouding, van China. De resolutie beval Nauru aan voor het VN-lidmaatschap.

## Inhoud
De Veiligheidsraad bestudeerde de aanvraag voor het VN-lidmaatschap van de Republiek Nauru. De Algemene Vergadering werd aanbevolen om aan Nauru het VN-lidmaatschap te verlenen.

## Verwante resoluties
- Resolutie 963 Veiligheidsraad Verenigde Naties (1994, Palau)
- Resolutie 1248 Veiligheidsraad Verenigde Naties (Kiribati)
- Resolutie 1253 Veiligheidsraad Verenigde Naties (Tonga)
- Resolutie 1290 Veiligheidsraad Verenigde Naties (2000, Tuvalu)

Lijst ·  1220 ·  1221 ·  1222 ·  1223 ·  1224 ·  1225 ·  1226 ·  1227 ·  1228 ·  1229 ·  1230 ·  1231 ·  1232 ·  1233 ·  1234 ·  1235 ·  1236 ·  1237 ·  1238 ·  1239 ·  1240 ·  1241 ·  1242 ·  1243 ·  1244 ·  1245 ·  1246 ·  1247 ·  1248 ·  1249 ·  1250 ·  1251 ·  1252 ·  1253 ·  1254 ·  1255 ·  1256 ·  1257 ·  1258 ·  1259 ·  1260 ·  1261 ·  1262 ·  1263 ·  1264 ·  1265 ·  1266 ·  1267 ·  1268 ·  1269 ·  1270 ·  1271 ·  1272 ·  1273 ·  1274 ·  1275 ·  1276 ·  1277 ·  1278 ·  1279 ·  1280 ·  1281 ·  1282 ·  1283 ·  1284